# Apamea verbascoides
Apamea verbascoides là một loài bướm đêm thuộc họ Noctuidae. Nó được tìm thấy ở Newfoundland tới North Carolina, tây bắc tới Saskatchewan.
Sải cánh dài 36–43 mm. Con trưởng thành bay từ tháng 6 đến tháng 9 tùy theo địa điểm. Có một lứa một năm.
Ấu trùng có thể ăn grasses và sedges.